# فزر شجري
الفزر الشجري (باللاتينية: Sideritis arborescens) نوع نباتي يتبع جنس الفزر من الفصيلة الشفوية.

## الموئل والانتشار
موطنه المغرب العربي وإسبانيا.

## مرادفات للاسم العلمي
- (باللاتينية: Sideritis bifaria Huter)
- (باللاتينية: Sideritis faurei Obón & D. Rivera)
- (باللاتينية: Sideritis foetens Benth.)
- (باللاتينية: Sideritis arborescens subsp. kebdanensis Font Quer & Sennen)
- (باللاتينية: Sideritis perezlarae (Borja) Rosello, Stübing & Peris)
- (باللاتينية: Sideritis luteola Font Quer)
- (باللاتينية: Sideritis algarviensis D.Rivera & Obón)